# 213. Infanterie-Division (Wehrmacht)
Die 213. Infanterie-Division war ein Großverband des Heeres der deutschen Wehrmacht im Zweiten Weltkrieg.

## Geschichte

### Aufstellung
Die 213. Infanterie-Division wurde als Division der 3. Aufstellungswelle im August 1939 in Glogau im Wehrkreis VIII aufgestellt.
Sie diente kurz danach als Reserve im XXXV. Armeekorps der 10. Armee und bezog vor dem Überfall auf Polen ihren Bereitstellungsraum bei Breslau. 

### Polenfeldzug
Von dort aus marschierte sie über Kalisch, Lodz und schließlich zur Schlacht an der Festung Modlin. 

### Besatzungstruppe Polen
In Posen fungierte die 213. Infanterie-Division eine Zeitlang als Besatzungstruppe.
Für den Angriff auf Frankreich wurde die 213. Infanterie-Division der 7. Armee unterstellt und an die deutsch-französische Grenze verlegt. 

### Westfeldzug
Nach Übersetzen der 7. Armee über den Rhein rückte die 213. Infanterie-Division bis nach Mülhausen vor.

### Beurlaubung 1940
In der Zeit von Juli 1940 bis zum Februar 1941 war die Division inaktiv. Die Divisionsangehörigen wurden in den Heimat-Wehrkreis VIII (Bunzlau) beurlaubt. Lediglich der Stab blieb aufgestellt.

### Verwendung zur Aufstellung von Sicherungs-Divisionen
Am 15. März 1941 erfolgte eine Wiederaufstellung und Aufteilung in die 213., 286. und 403. Sicherungs-Division.

## Personen
| Dienstzeit                        | Dienstgrad                   | Name                         |
| --------------------------------- | ---------------------------- | ---------------------------- |
| 26. August 1939 bis zur Auflösung | Generalmajor/Generalleutnant | René de l’Homme de Courbière |

| Dienstzeit                    | Dienstgrad | Name             |
| ----------------------------- | ---------- | ---------------- |
| 1. September bis Oktober 1939 | Major      | Reinhard Gehlen  |
| Oktober 1939 bis unbekannt    | Major      | Hans Haas        |
| 10. August 1940 bis unbekannt | Major      | Kurt von Steuben |

## Gliederung
- Infanterie-Regiment 318 (Ausbildungsort Hirschberg)
- Infanterie-Regiment 254 (Ausbildungsort Liegnitz)
- Infanterie-Regiment 406 (Ausbildungsort Sagan)
- Artillerie-Regiment 213
- Pionier-Bataillon 213
- Feldersatz-Bataillon 213
- Panzerabwehr-Abteilung 213
- Aufklärungs-Abteilung 213
- Nachrichten-Abteilung 213
- Nachschubtruppen 213